# 1990 en football
Cet article présente les faits marquants de l'année 1990 en football.

## Février
- 15 février, Championnat d'Espagne : à Santiago Bernabéu, le Real Madrid s'impose sur le score de 3-2 face au FC Barcelone. Le Real menait 3-0 à la mi-temps.

## Mars
- 16 mars : l'Algérie remporte la Coupe d'Afrique des nations (CAN) en battant le Nigeria en finale. C'est la première "CAN" remportée par les joueurs algériens. La Zambie se classe 3e du tournoi en battant le Sénégal.
  - Article détaillé : Coupe d'Afrique des nations de football 1990

## Mai
- 9 mai : la Sampdoria de Gênes remporte la coupe des coupes face au RSC Anderlecht sur le score de 2 à 0.
  - Article détaillé : Coupe d'Europe des vainqueurs de coupe 1989-1990
- 16 mai : la Juventus remporte la Coupe de l'UEFA face à la Fiorentina en réalisant un match nul 0 à 0 après l'avoir emporté 3 buts à 1 lors du match aller. C'est la deuxième Coupe de l'UEFA remportée par la Juventus.
  - Article détaillé : Coupe UEFA 1989-1990
- 23 mai, Coupe d'Europe des clubs champions : le Milan AC s'impose 1 à 0 devant le Benfica Lisbonne au stade du Prater à Vienne. Le Milan AC conserve ainsi son titre acquis en 1989. Il s'agit de la quatrième Coupe des clubs champions européens remportée par le Milan AC, qui est ainsi le dernier club européen à avoir remporté deux années consécutives la C1.
  - Article détaillé : Coupe des clubs champions européens 1989-1990

1990 marque un fait unique dans l'histoire des compétitions européennes : c'est en effet la seule fois que les trois coupes sont remportées par  trois équipes d'un même pays.

## Juin
- L'Olympique de Marseille s'impose dans le championnat de France avec 2 points d'avance sur les Girondins de Bordeaux et 7 sur l'AS Monaco.
  - Article détaillé : Championnat de France de football 1989-1990
- 2 juin : la Coupe de France est remportée par le Montpellier HSC face au Matra Racing sur le score de 2 à 1 après prolongations.
  - Article détaillé : Coupe de France de football 1989-1990
- 8 juin : début de la Coupe du monde de football qui se déroule en Italie. En match d'ouverture, l'Argentine, tenante du titre, s'incline sur le score de 0-1 face au Cameroun.
  - Article détaillé : Coupe du monde de football de 1990
- 30 juin : Coupe du monde de football, quarts de finale : victoire de l'Argentine sur la Yougoslavie après une séance de Tirs au but et qualification de l'Italie qui élimine la république d'Irlande.

## Juillet
- 1er juillet, Coupe du monde de football, quarts de finale : victoire de la RFA sur la Tchécoslovaquie et qualification de l'Angleterre qui élimine le Cameroun après prolongation.
  - Article détaillé : Coupe du monde de football de 1990
- 3 juillet, Coupe du monde de football, demi-finale : victoire de l'Argentine sur l'Italie aux Tirs au but (1-1, 4 t.a.b à 3).
- 4 juillet, Coupe du monde de football, demi-finale : victoire de l'Allemagne sur l'Angleterre après une séance de Tirs au but (1-1, 4 t.a.b à 3).
- 8 juillet : l'Allemagne et son capitaine Lothar Matthäus remportent la Coupe du monde de football en battant l'Argentine de Diego Maradona, tenante du titre. L'unique but de la partie est marqué par Andreas Brehme sur pénalty. C'est la troisième Coupe du monde remportée par l'Allemagne, après les victoires de 1954 et 1974. C'est également la troisième finale consécutive disputée par la RFA.
  - Article détaillé : Coupe du monde de football de 1990

## Principaux champions nationaux 1990
- Algérie : Jeunesse sportive de Kabylie
- Allemagne de l'ouest : Bayern Munich
- Allemagne de l'est : Dynamo Dresde
- Angleterre : Liverpool FC
- Argentine : Club Atlético River Plate
- Autriche : FC Tirol Innsbruck
- Belgique : FC Bruges
- Brésil : SC Corinthians
- Bulgarie : CSKA Sofia
- Cameroun : Union Sportive Douala
- Colombie : América Cali
- Danemark : Brøndby IF
- Écosse : Glasgow Rangers
- Espagne : Real Madrid
- France : Olympique de Marseille
- Grèce : Panathinaïkos
- Hongrie : Újpest FC (Budapest)
- Italie : SSC Naples
- Israel : Bnei Yehoudah
- Maroc : Wydad de Casablanca
- Mexique : Puebla FC
- Nigeria : Iwuanyanwu Nationale (Owerri)
- Pays-Bas : Ajax Amsterdam
- Pérou : Universitario de Deportes
- Pologne : Lech Poznań
- Portugal : FC Porto
- Roumanie : Dinamo Bucarest
- Suède : IFK Göteborg
- Suisse : Grasshopper-Club Zurich
- Tchécoslovaquie : AC Sparta Prague
- Tunisie : Club africain
- Turquie : Besiktas JK
- URSS : Dynamo Kiev
- Uruguay : Bella Vista
- Yougoslavie : Étoile rouge de Belgrade

## Août
- 8 août : 
  - Le joueur Jean-Marc Bosman saisit le tribunal de première instance de Liège dans le litige l'opposant au FC Liège. Liège refuse en effet son transfert vers le club français de Dunkerque. C'est le début de l'affaire Bosman qui débouchera sur l'arrêt Bosman.
- 15 août : 
  - Première sélection en équipe de France pour Emmanuel Petit lors du match France - Pologne disputé à Paris.

## Septembre
- 8 septembre : 
  - Annonce de la nomination de Franz Beckenbauer au poste d'entraîneur de l'Olympique de Marseille.
- 12 septembre : 
  - L'équipe des îles Féroé dispute son premier match international et s'impose 1 à 0 face à l'Autriche !
- 12 septembre : 
  - L'équipe d'Allemagne de l'est dispute son dernier match international et s'impose 2 à 0 face à la Belgique à Bruxelles.

## Octobre
- 13 octobre : 
  - Première sélection en équipe de France pour Jocelyn Angloma lors du match France - Tchécoslovaquie.

## Novembre
- 14 novembre : 
  - L'équipe de Saint-Marin dispute son premier match officiel et s"incline sur le score de 0-4 face à la Suisse.

## Décembre
- 22 décembre : 
  - La Jeunesse Sportive de Kabylie remporte la Coupe d'Afrique des clubs champions.
    - Article détaillé : Coupe des clubs champions africains 1990

## Naissances
Plus d'informations : Liste d'acteurs du football nés en 1990.
- 4 janvier  : Toni Kroos, footballeur allemand.
- 13 février
  - Mamadou Sakho, footballeur français.
  - Kevin Strootman, footballeur néerlandais.
- 25 février : Ehsan Hajsafi, footballeur iranien.
- 27 mars : Nicolas N'Koulou, footballeur camerounais.
- 3 avril : Karim Ansarifard, footballeur iranien.
- 17 avril : Valère Germain, footballeur français.
- 18 avril : Wojciech Szczęsny, footballeur polonais.
- 27 avril : Martin Kelly, footballeur anglais.
- 17 juin : Alan Dzagoev, footballeur russe.
- 29 juin : Yann M'Vila, footballeur français.
- 7 juillet : Antonio Donnarumma, footballeur italien.
- 9 juillet
  - Fábio, footballeur brésilien.
  - Rafael da Silva, footballeur brésilien.
- 12 août : Mario Balotelli, footballeur italien.
- 28 août : Bojan Krkic, footballeur espagnol.
- 19 septembre : Josuha Guilavogui, footballeur français.
- 28 octobre : Baptiste Reynet, footballeur français.
- 6 novembre : Cédric Yambéré, footballeur centrafriquais.
- 7 novembre : David de Gea, footballeur espagnol.
- 26 novembre : Danny Welbeck, footballeur anglais.
- 23 décembre : Brice Dja Djédjé, footballeur ivoirien
- 28 décembre : 
  - Sadio Diallo, footballeur gabonais.
  - Zlatko Hebib, footballeur suisse.
  - Marcos Alonso Mendoza, footballeur espagnol.
- 3 décembre  : Christian Benteke, footballeur belge.
- 8 mars  : Rémy Cabella, footballeur français.
- 8 février  : Yacine Brahimi, footballeur algérien.
- 20 avril  : Nabil Ghilas, footballeur algérien.
- 29 décembre : Sofiane Hanni, footballeur algérien.
- 6 novembre : André Schürrle, footballeur allemand.
- 27 mai : Jonas Hector, footballeur allemand.
- 1 octobre : Anthony Lopes, footballeur portugais.
- 10 septembre : André Almeida, footballeur portugais.
- 20 février : Ciro Immobile, footballeur italien.
- 17 juin : Jordan Henderson, footballeur anglais.
- 2 juillet : Danny Rose, footballeur anglais.
- 28 mai : Kyle Walker, footballeur anglais.
- 1 février : Duje Čop, footballeur croate.
- 3 avril : Lovre Kalinić, footballeur croate.
- 21 juin : François Moubandje, footballeur suisse.
- 14 novembre : Roman Bürki, footballeur suisse.
- 26 mai : Iouri Lodyguine, footballeur russe.
- 29 juillet : Oleg Chatov, footballeur russe.
- 9 février : Fyodor Smolov, footballeur russe.
- 26 décembre : Aaron Ramsey, footballeur gallois.
- 14 mars : Joe Allen, footballeur gallois.
- 26 janvier : Grzegorz Krychowiak, footballeur polonais.
- 14 mars : Kolbeinn Sigbórsson, footballeur islandais.
- 8 août : Abel Hernandez, footballeur uruguayen.
- 5 janvier : Leroy Fer, footballeur néerlandais.
- 5 mars : Marco Ureña, footballeur costaricien.
- 20 mars : Marcos Rojo, footballeur argentin.
- 2 avril : Miralem Pjanić, footballeur bosnien.
- 9 mars : Daley Blind, footballeur néerlandais.
- 11 novembre : Georginio Wijnaldum, footballeur néerlandais.
- 24 janvier : Mehdi Tahrat, footballeur algérien.
- 26 décembre : Denis Cheryshev, footballeur russe.
- 9 février : Fiodor Smolov, footballeur russe.
- 19 septembre : Mário Fernandes, footballeur russe.
- 16 décembre : Aziz Behich, footballeur australien.
- 23 avril : Mathias Jørgensen, footballeur danois.
- 19 septembre : Kieran Trippier, footballeur anglais.
- 29 janvier : Grzegorz Krychowiak, footballeur polonais.
- 27 février : Kim Young-gwon, footballeur sud-coréen.
- 18 mai : Yuya Osako, footballeur japonais.

## Principaux décès
Plus d'informations : Liste d'acteurs du football morts en 1990.
- 8 janvier : décès à 65 ans de Raymond Krug, joueur français ayant remporté la Coupe de France 1951[1].
- 11 janvier : décès à 53 ans de José Luis García Traid, joueur puis entraineur espagnol[2].
- 23 février : décès à 66 ans d'Yvan Fortunel, joueur puis entraîneur français[3].
- 21 mars : décès à 60 ans de Lev Yachine, international soviétique ayant remporté le Ballon d'or 1963, la médaille d'or aux Jeux olympiques d'été de 1956, le Champion d'Europe en 1960, 5 Championnat d'Union soviétique et 3 Coupe d'Union soviétique.
- 30 mars : décès à 70 ans d'Edvin Hansen, international danois ayant remporté la médaille de bronze aux Jeux olympiques 1948 et le Championnat du Danemark 1954.
- 1er avril : décès à 91 ans de Benito Díaz Iraola, joueur espagnol devenu entraîneur ayant remporté la Coupe de France 1941.
- 14 avril : décès à 48 ans de Mario Frustalupi, joueur italien ayant remporté 2 Championnat d'Italie[4].
- 24 avril : décès à 61 ans de Mihály Lantos, international hongrois ayant remporté la médaille d'or aux Jeux olympiques 1952, 3 Championnat de Hongrie et la Coupe de Hongrie 1952.
- 17 mai : décès à 87 ans de Manuel Anatol, international français ayant remporté le Championnat d'Espagne 1924.
- 17 mai : décès à 81 ans d'Auguste Jordan, international français ayant remporté le Championnat de France en 1936 et 4 Coupe de France puis comme entraîneur le Championnat de Belgique en 1963[5].
- 30 juin ; décès à 47 ans de Brian Tiler, joueur puis entraîneur anglais.
- 16 juillet : décès à 68 ans de Miguel Muñoz, international espagnol ayant remporté 3 Coupe d'Europe des clubs champions et 4 Championnat d'Espagne puis comme entraîneur la Coupe intercontinentale 1960, 2 Coupe d'Europe des clubs champions, 9 Championnat d'Espagne et 2 Coupe d'Espagne. Il fut également sélectionneur de son pays.
- 21 juillet : décès à 53 ans d'Eduard Streltsov, international soviétique ayant remporté la médaille d'or aux Jeux olympiques en 1956, le Championnat d'Union soviétique en 1965 et la Coupe d'Union soviétique en 1968.
- 31 juillet : décès à 76 ans de Jaume Sospedra, joueur espagnol ayant remporté le Championnat d'Espagne en 1945 et la Coupe d'Espagne en 1942.
- 7 août : décès à 47 ans de Víctor Lobatón, international péruvien ayant remporté 3 Championnat du Pérou devenu entraîneur.
- 9 août : décès à 76 ans de Joe Mercer, international anglais ayant remporté 3 Championnat d'Angleterre et 2 Coupe d'Angleterre puis comme entraîneur la Coupe d'Europe des vainqueurs de coupe en 1970, le Championnat d'Angleterre en 1968 et la Coupe d'Angleterre en 1969. Il fut également sélectionneur de son pays.
- 6 septembre : décès à 66 ans de Rigoberto Felandro, international péruvien[6].
- 20 septembre : décès à 62 ans d'André Lukács, joueur franco-tchécoslovaque[7].
- 4 octobre : décès à 61 ans de Waldemar Philippi, joueur allemand.
- 25 octobre : décès à 60 ans de Costa Pereira, international portugais ayant remporté 2 Coupe d'Europe des clubs champions, 8 Championnat du Portugal et 5 Coupe du Portugal.
- 31 octobre : décès à 38 ans de Tony Rombouts, joueur belge ayant remporté le championnat de Belgique en 1981 et la Coupe de Belgique en 1984.
- 5 novembre : décès à 45 ans d'Alain Marconnet, joueur français.
- 24 novembre : décès à 72 ans de Joseph Jadrejak, international français ayant remporté le Championnat de France 1946 et 3 Coupe de France.
- 25 novembre : décès à 78 ans de Jorge Alcalde, international péruvien ayant remporté la Copa América 1939 et 3 Championnat du Pérou.
- 12 décembre : décès à 60 ans de Giorgio Ghezzi, international italien ayant remporté la Coupe des clubs champions européens en 1963 et 3 Championnat d'Italie devenu entraîneur.
- 21 décembre : décès à 83 ans d'Edmond Delfour, international français ayant remporté 3 Championnat de France et la Coupe de France 1936 devenu entraîneur[8].
- 24 décembre : décès à 85 ans de Rodolfo Orlandini, international argentin ayant remporté la Copa América 1929.
- 30 décembre : décès à 78 ans de George Gibson, joueur anglais.

Date inconnue :
Kruno Radiljević, joueur yougoslave ayant remporté la médaille d'argent aux Jeux olympiques 1956.

## Liens
- RSSSF : Tous les résultats du monde